# David Romer
David Hibbard Romer (nacido el 13 de marzo de 1958) es un economista estadounidense, titular de la cátedra Herman Royer de Economía Política en la Universidad de California, Berkeley. Asimismo, es autor de un libro de texto estándar de posgrado en el campo de la macroeconomía, además de muchos artículos influyentes sobre economía, particularmente en el ámbito de la nueva economía keynesiana. Está casado con la expresidenta del Consejo de Asesores Económicos, Christina Romer.

## Formación y primeros años de su carrera
Después de graduarse en la Amherst Regional High School en Amherst, Massachusetts, en 1976, obtuvo su licenciatura de la Universidad de Princeton en 1980; cabe mencionar que se graduó con la nota más alta de su promoción. Posteriormente, trabajó como economista subalterno en el Consejo de Asesores Económicos entre 1980 y 1981, tras lo cual comenzó su tesis doctoral. en el Instituto de Tecnología de Massachusetts, que completó en 1985. Una versión reducida de su investigación de tesis de pregrado se publicó en la Review of Economics and Statistics. Una vez finalizó su doctorado, consiguió un empleo como profesor asistente en la Universidad de Princeton. En 1988 se trasladó a la Universidad de California, Berkeley y fue ascendido a profesor titular en 1993.

## Trayectoria profesional
Es miembro del Comité Ejecutivo de la American Economic Association, destinatario de una beca de investigación de la Fundación Alfred P. Sloan y miembro de la Academia Americana de las Artes y las Ciencias. El profesor Romer es también codirector del Programa de Economía Monetaria en la Oficina Nacional de Investigación Económica, así como miembro del Comité de Citas del Ciclo de Negocios NBER.
Romer es autor de "Advanced Macroeconomics", un texto macroeconómico de posgrado estándar. Entre 2009 y 2015, fue editor de los Brookings Papers, una publicación sobre economía.
Se le conoce en Berkeley por ofrecer a los estudiantes graduados su "sopa de pollo para economistas", que incluye consejos tales como "un modelo debería ser tan simple como sea posible sin dejar que muestre el efecto que nos interesa", "cite adecuadamente las obras de los demás", " un buen artículo casi siempre requiere un punto de vista, un desafío y un trabajo arduo ", y "Si te encuentras pensando "Pero así es como se juega el juego", corrígete a ti mismo. Si eso no funciona, inicia la cría de ovejas ".

## Labor investigadora
Las primeras investigaciones de Romer lo convirtieron en uno de los líderes de la economía neokeynesiana. Concretamente, fue coautor junto a Laurence Ball de un conocido artículo, publicado en 1989, en el que determinó que las rigideces reales (es decir, la rigidez en los precios relativos) pueden exacerbar las rigideces nominales (es decir, rigidez en los precios nominales).
El artículo más citado de Romer es "Una contribución a la empírica del crecimiento económico", del cual es coautor junto a Gregory Mankiw y David Weil. Dicho artículo fue publicado en el Quarterly Journal of Economics en 1992. Este paper argumenta que, si se incluye un papel para el capital humano en el modelo de crecimiento de Solow, puede utilizarse dicho modelo para explicar las diferencias en los niveles de vida entre países. Según Google Scholar, ha sido citado más de 15.000 veces, lo que lo convierte en uno de los artículos más citados en el campo de la economía.
En obras más recientes, Romer ha realizado investigaciones con Christina Romer en la política fiscal y monetaria desde la década de 1950 hasta la actualidad, utilizando notas de las reuniones del Comité Federal de Mercado Abierto (FOMC) y los materiales preparados por el personal de la Fed para estudiar cómo la Reserva Federal toma sus decisiones. Su trabajo sugiere que parte del mérito por el crecimiento económico relativamente estable durante la década de 1950 le corresponde a las acertadas políticas de la Reserva Federal, y que los miembros del FOMC a veces pueden haber tomado mejores decisiones al confiar más estrechamente en pronósticos elaborados por el personal profesional de la Fed.
Más recientemente, los Romer se han centrado en el impacto de la política tributaria sobre el crecimiento económico general y el gobierno. Sus investigaciones en este ámbito analizan el registro histórico de los cambios tributarios en EE. UU. desde 1945 hasta 2007, excluyendo los cambios impositivos "endógenos" realizados para combatir las recesiones o compensar el costo de los nuevos gastos del gobierno. Ambos investigadores han determinado que tales aumentos de impuestos "exógenos", implementados por ejemplo para reducir los déficits presupuestarios heredados, reducen el crecimiento económico (aunque en cantidades menores tras 1980, en comparación con los años previos). A este respecto, los Romer declararon que "no pueden encontrar respaldo para la hipótesis de que los recortes fiscales restrinjan el gasto público, de hecho ... los recortes fiscales pueden aumentar el gasto." Los resultados también indican que el principal efecto de los recortes fiscales en el presupuesto del gobierno es inducir aumentos de impuestos legislados posteriormente."
David Romer también ha redactado artículos sobre algunos temas que los macroeconomistas no suelen tratar, como "¿Los estudiantes van a la clase? ¿Deberían ir?", y "¿Las empresas se maximizan? Evidencia del fútbol profesional".

## Familia
David está casado con Christina Romer, que fue su compañera de clase en el MIT y a fecha de febrero de 2018 era su colega en el Departamento de Economía de la Universidad de California, Berkeley. Ambos tienen oficinas contiguas en el departamento, y colaboran en gran parte de sus investigaciones. La pareja tiene tres hijos en común; entre los miembros de la familia se cuenta también el hermano de David, llamado Evan. Greg Mankiw ejerció como padrino en la boda de David, y este hizo lo propio en la de Mankiw.